# Rishda
Rishda (Engels: Rishda) is een personage uit Het laatste gevecht van De Kronieken van Narnia door C.S. Lewis.
Rishda is de Calormeense Tarkaan, een Calormeense edelman, die met Draaier samenwerkt om Narnia te veroveren. Hij probeert de leugen te verspreiden dat Aslan en Tash een en dezelfde zijn, ook wel Tashlan geheten, terwijl hij zelf niet in hun bestaan gelooft. Uiteindelijk komt hij tot zijn eigen ontzetting oog in oog met Tash te staan en wordt hij onder de arm van Tash meegenomen naar de plaats waar Tash thuishoort.